# Shogun Mayeda
Shogun Mayeda (título original: Kabuto) es una película de acción, aventura y drama de 1991, dirigida por Gordon Hessler, escrita por Shô Kosugi y Nelson Gidding, musicalizada por John Scott, en la fotografía estuvo John J. Connor y los protagonistas son Shô Kosugi, David Essex y Kane Kosugi, entre otros. El filme fue realizado por Mayeda Productions Inc., Sanyo Finance, Sho Kosugi Corporation y Sho Productions, se estrenó el 27 de octubre de 1991.

## Sinopsis
En el siglo XVII, Japón está dividido entre dos fuerzas. El Ejército del Este, comandado por Tokugawa Ieyasu, y el Ejército del Oeste, a cargo de Toyotomi. El Ejército del Este ganó una batalla últimamente, pero igual su presente es bastante oscuro. El ejército de Toyotomi posee armas de fuego modernas, con las cuales podría ganar la guerra. Tokugawa Ieyasu manda a su samurái de confianza y a su hijo a España. Ahí tienen que adquirir cinco mil mosquetes. Es un viaje arriesgado, cuando arriban a España, se complican las cosas.